# Umschlingungswinkel

Umschlingungswinkel

Der Umschlingungswinkel gibt den Kontaktbereich in Winkelgraden an, in denen ein biegsames Bauteil ein anderes umschließt, z. B. Keilriemen auf einer Riemenscheibe, Kettenglied auf einem Ritzel oder Transportrolle eines Förderbandes.
Generell gilt, dass ein größerer Umschlingungswinkel eine größere Kraftübertragung erlaubt.

## Berechnungsbeispiel eines Riemengetriebes

Riemengetriebe mit 2 Scheiben

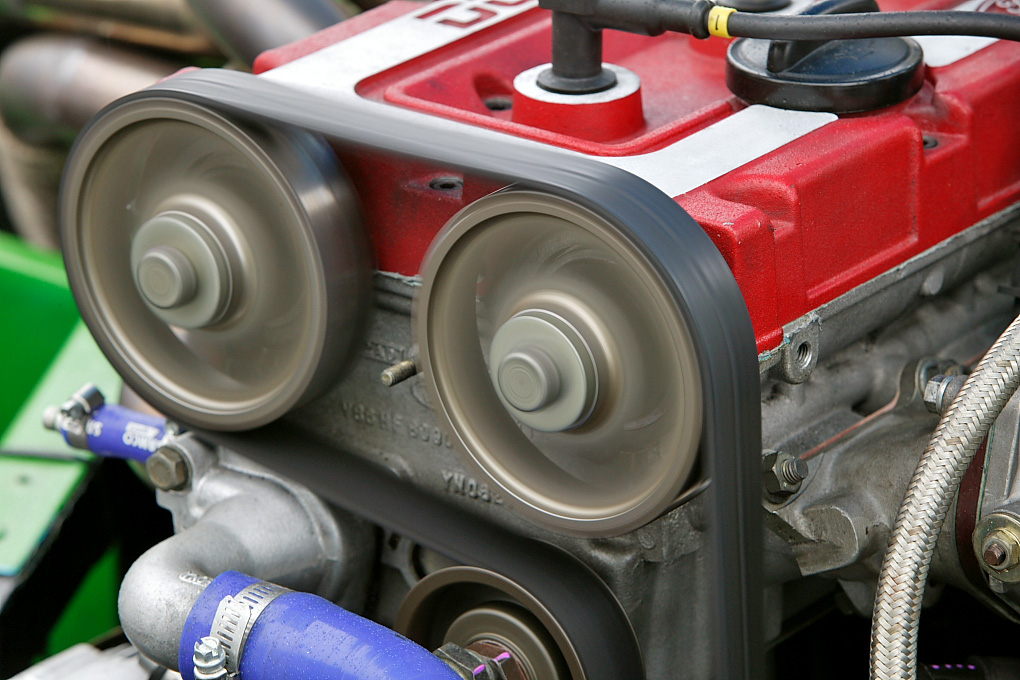
Zahnriemenantrieb an einem Cosworth YB

Gegeben sei ein Riemengetriebe mit zwei Riemenscheiben. Der Riemen bildet dabei die Tangenten an beide Scheiben. 
Durch einfache Trigonometrie kann folgender Zusammenhang hergeleitet werden:
{\displaystyle \alpha _{1}=2\cdot \arccos \left({\frac {r_{2}-r_{1}}{a}}\right)}.
Dabei ist {\displaystyle \alpha _{1}} der Umschlingungswinkel des kleineren Rades, {\displaystyle r_{1}} der Radius des kleineren Rades, {\displaystyle r_{2}} der Radius des größeren Rades und {\displaystyle a} ist der Mittelpunktabstand beider Wellen. Weiterhin gilt
{\displaystyle \alpha _{1}+\alpha _{2}=360^{\circ }}